# Kate Beckinsale
Kathrin Romany "Kate" Beckinsale (Londres, 26 de julio de 1973) es una actriz y modelo ocasional británica con un largo recorrido, conocida por su papel como Selene en la saga Underworld entre otras películas de acción y por películas de romance como Much Ado About Nothing (1993) o Serendipity.

## Biografía

### Primeros años
Kathrin Romany Beckinsale nació en Chiswick, Londres, Inglaterra. Es la única hija del actor Richard Beckinsale y la actriz Judy Loe. Su padre era de ascendencia birmana. Hizo su primera aparición en la televisión a la edad de cuatro años, en un episodio de This is Your Life dedicado a su padre. Cuando tenía cinco años, su padre, de 31 años de edad, murió repentinamente de un ataque al corazón. Beckinsale estaba profundamente traumatizada por la pérdida y «comenzó a esperar que sucedieran cosas malas». Mientras que ella ha visto a su padre «más en la televisión que en vida», «sin duda hay suficientes recuerdos, para no sentir que es alguien a quien desconocía». Su madre viuda, se mudó a vivir con el director Roy Battersby cuando Beckinsale tenía nueve años y se crio junto a sus cuatro hijos y su hija. Guardaba una estrecha relación con su padrastro, fallecido en enero de 2024: «no podría haber un punto mejor... él no era agresivo, por lo que me dejó venir a él.» Beckinsale tiene una media hermana paterna, la actriz Samantha Beckinsale, pero no han tenido un contacto regular.
Beckinsale fue educada en el Godolphin and Latymer School, una escuela independiente (particular) para niñas ubicado en Hammersmith, en Londres del oeste y estuvo involucrada en el Orange Tree Youth Theatre.
Fue dos veces ganadora del Premio WH Smith Literary en la categoría de Ciencia Ficción y Poesía. Ella misma se ha descrito como una «flor tardía»: «Todas mis amigas estaban besando chicos y bebiendo sidra  delante de mí. Me pareció muy deprimente que no estuviéramos haciendo fuego en los campamentos, porque todo el mundo fue a hacer cosas de adultos» declara. «Yo detestaba ser una adolescente». Tuvo una crisis nerviosa y desarrolló  anorexia a la edad de 15 años por lo que se sometió a psicoanálisis freudiano durante cuatro años.
Beckinsale cursó literatura francesa y rusa en el New College, Oxford,  fue descrita más tarde por una de sus contemporáneas, la periodista Victoria Coren, como «un azote de inteligencia, ligeramente loca, y muy encantadora». Beckinsale estuvo involucrada con la Sociedad Dramática de la Universidad de Oxford, su trabajo más notable lo realizó siendo dirigida por su compañero de estudios Tom Hooper en una producción de Panorama desde el puente en el Teatro Oxford. Pasó su tercer año en París como parte de su año obligatorio en el extranjero como una estudiante de Lenguas modernas, después de lo cual se decidió dejar la universidad para concentrarse en su carrera como actriz floreciente: «estaba llegando al punto en el que no estaba disfrutando de cualquier cosa, porque la presión era muy alta, me estaba quemando y yo sabía que tenía que tomar una decisión.»

### Carrera
Durante su primer año en Oxford, Beckinsale recibió una oferta para actuar en la película de Kenneth Branagh Much Ado About Nothing (Mucho ruido y pocas nueces), una adaptación de la comedia de Shakespeare. Con esta película se le abrieron las puertas para intervenir en otras, lo que hizo mientras seguía estudiando en la universidad.
El tercer año de carrera universitaria lo pasó en París para familiarizarse con la cultura francesa. Después, decidió no cursar el cuarto y último año y se concentró en su carrera actoral.
Posteriormente obtuvo papeles en películas de bajo presupuesto, entre ellas: Shooting Fish, Alice Through the Looking Glass y The Last Days of Disco, ambas en 1998. También participó en la serie televisiva Cold Comfort Farm. Su primera aparición en películas estadounidenses fue Brokedown Palace, en 1999, la cual no tuvo éxito comercial.
El éxito y el reconocimiento internacional llegaron en 2001, con Pearl Harbor. A la misma siguieron Serendipity, el mismo año, Underworld en 2003, y Van Helsing y El aviador, en 2004.
En enero de 2006, Beckinsale actuó en Underworld: Evolution, la secuela del filme de 2003. Su siguiente rol destacado fue en la comedia Click, producida y coprotagonizada por Adam Sandler.
En 2007 protagonizó la película de terror Vacancy, junto a Luke Wilson.
Entre 2002 y 2009 Beckinsale, fue elegida como una de las mujeres más atractivas del mundo, por varias revistas como ¡Hola!, Stuff, Maxim, FHM y Esquire.
En su faceta como escritora, ha ganado varios premios con sus poemas y relatos cortos. Además, habla francés, ruso y alemán.

## Modelaje
Beckinsale ha trabajado ocasionalmente como modelo. En 1997, apareció en el video musical de George Michael, Vals Away Dreaming. En 2002 actuó al lado de Orlando Bloom en un anuncio de televisión de Gap, dirigida por Cameron Crowe. Apareció en un anuncio publicitario de Coca-Cola Light en 2004, dirigida por Michel Gondry. En el 2009 Absolut Vodka anuncia una campaña de fotografía de Beckinsale realizada por Ellen von Unwerth. También ha promovido el jabón Lux en un anuncio para la televisión japonesa.

## Vida privada

### Relaciones

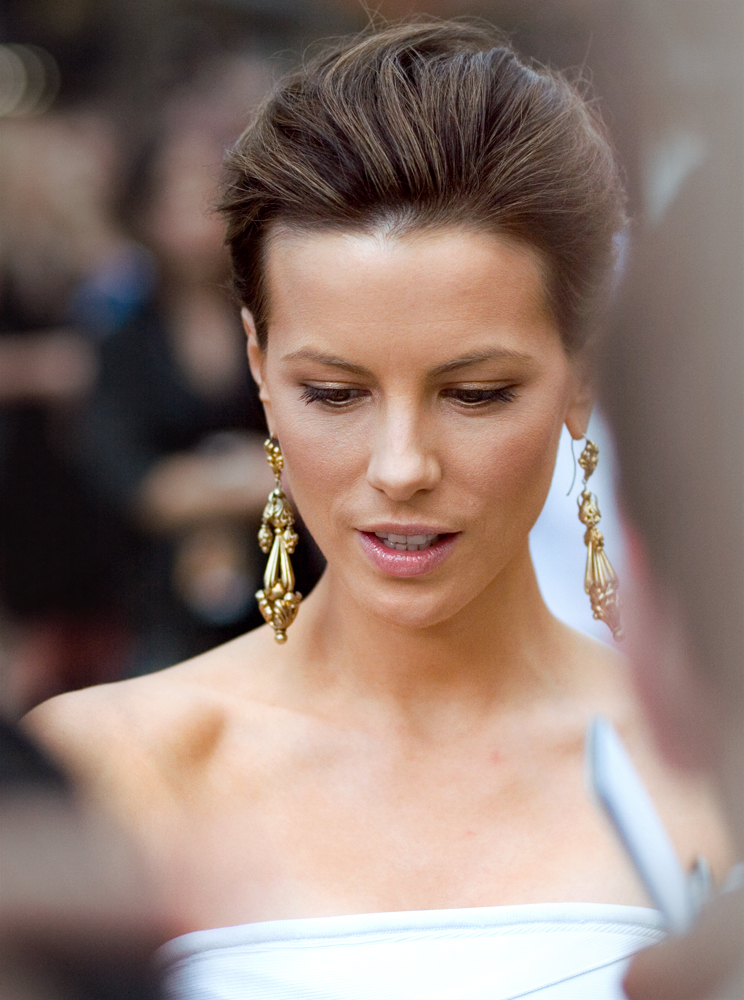
Beckinsale en el Estreno en Londres de Live Free or Die Hard, 2007

Beckinsale tuvo una relación de ocho años con el actor Michael Sheen, desde 1995 hasta 2003. Se conocieron cuando se lanzó en la producción de una gira de The Seagull a principios de 1995 y se mudaron a vivir juntos poco después. Se ha dicho que fue «amor a primera vista»  y que la salvó de  «un hospital para criminales dementes».  En 1997, apareció en una producción de radio de Romeo y Julieta. Su hija, Lily Mo Sheen, nació en Londres en 1999. La actriz ha dicho que era «una vergüenza» que Sheen nunca se le hubiera declarado, pero que ella se sentía como si estuviera casada: «Si tienes en tu propiedad un libro de la biblioteca durante demasiado tiempo, sientes que es tuyo».
Su relación terminó a principios de 2003, después del rodaje de Underworld.  Beckinsale había convencido al director Len Wiseman para que Sheen estuviera en la película,  pero, ella y Wiseman, quien era casado, comenzaron una relación. Todas las partes, además de la primera esposa de Wiseman,  han sostenido que no hubo infidelidad, y Beckinsale y Sheen siguieron siendo amigos cercanos. Wiseman se casó con Beckinsale el 9 de mayo de 2004 en Bel-Air, California. En noviembre de 2015, se anunció que Beckinsale y Wiseman se estaban divorciando.

### Acciones legales
En julio de 2003, la Comisión de Quejas de Prensa desestimó una demanda presentada por Beckinsale. Beckinsale había afirmado que el Daily Mail invadió la privacidad de ella y de su hija mediante la publicación de unas fotografías donde se la ve abrazando a su hija y luego siendo besada por su nuevo novio, Len Wiseman. El artículo fue titulado La última escena de amor de la impresionada mamá Lily e incluía una imagen en la que se aprecia a su hija, de cuatro años de edad, haciendo caso omiso de las acciones románticas de su madre. La Comisión constató que las fotografías se habían tomado en un lugar público y que no revelaron detalles privados sobre Lily, tales como su salud o la educación, pero que estaban restringidas a la vista de la mayoría del público". En agosto de 2003, Beckinsale recibió una disculpa publicada desde el Daily Mail, después de que el periódico informara de que había pasado un tiempo en una clínica a raíz de la separación de su novio Michael Sheen. La disculpa fue emitida después de que la actriz presentara una denuncia ante la Comisión de Quejas de Prensa.  En 2009, Beckinsale fue indemnizada con £20,000 libras en daños y perjuicios por el Tribunal Supremo Británico después de tomar acciones legales contra el periódico Northern & Shell. El Daily Express falsamente había informado que la actriz se enfrentaba a la angustia después de haberse perdido una parte de la nueva versión de Barbarella.

### Trabajo de caridad

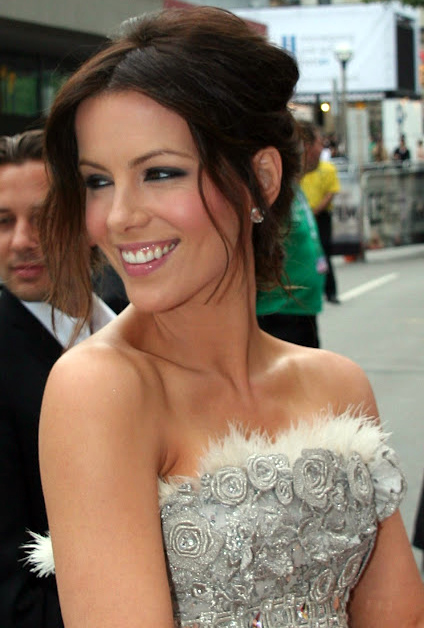
Kate Beckinsale en 2008

Beckinsale ha pertenecido a la Fundación Británica del Corazón «desde que tenía seis años». También ha donado objetos de recuerdo de sus películas a la Fundación de Investigación Médica de la epidermolisis bullosa, MediCinema, Hábitat para la Humanidad y la Fundación de la Industria del Entretenimiento. En 2008 recibió el 4º Annual Pink Party para recaudar fondos para el Instituto de Investigación del cáncer de la Mujer en el Cedars-Sinai Medical Center y organizó una proyección de Eva al desnudo para FilmAid Internacional. En 2012 Beckinsale se unió a la jornada de Nestlé Compartir la alegría del Programa de Lectura para crear conciencia sobre la importancia de la alfabetización de los niños.

## Filmografía
| Año  | Tìtulo                                            | Rol                               | Notas          |
| ---- | ------------------------------------------------- | --------------------------------- | -------------- |
| 1993 | Mucho ruido y pocas nueces                        | Hero                              |                |
| 1994 | La tabla de Flandes                               | Julia                             |                |
| 1994 | Prince of Jutland                                 | Ethel                             |                |
| 1995 | Marie-Louise, una americana en París              | Marie-Louise                      |                |
| 1995 | Cold Comfort Farm                                 | Flora Poste                       |                |
| 1995 | Haunted                                           | Christina Mariell                 |                |
| 1997 | Shooting Fish                                     | Georgie                           |                |
| 1998 | Los últimos días del disco                        | Charlotte Pingress                |                |
| 1998 | A través del espejo y lo que Alicia encontró allí | Alice                             |                |
| 1999 | Brokedown Palace                                  | Darlene Davis                     |                |
| 2001 | Pearl Harbor                                      | Enfermera teniente Evelyn Johnson |                |
| 2001 | Serendipity                                       | Sara Thomas                       |                |
| 2001 | The Golden Bowl                                   | Maggie Verver                     |                |
| 2002 | Laurel Canyon                                     | Alex Elliot                       |                |
| 2003 | Underworld                                        | Selene                            |                |
| 2003 | Tiptoes                                           | Carol                             |                |
| 2004 | El aviador                                        | Ava Gardner                       |                |
| 2004 | Van Helsing                                       | Anna Valerious                    |                |
| 2006 | Click                                             | Donna Newman                      |                |
| 2006 | Underworld: Evolution                             | Selene                            |                |
| 2007 | Vacancy                                           | Amy Fox                           |                |
| 2007 | Snow Angels                                       | Annie Marchand                    |                |
| 2008 | Nothing but the Truth                             | Rachel Armstrong                  |                |
| 2008 | Tan solo un instante                              | Carla Davenport                   |                |
| 2009 | Terror en la Antártida                            | Carrie Stetko                     |                |
| 2009 | Underworld: La rebelión de los licántropos        | Selene                            |                |
| 2009 | Todos están bien                                  | Amy                               |                |
| 2012 | Contrabando                                       | Kate Farraday                     |                |
| 2012 | Underworld: El Despertar                          | Selene                            |                |
| 2012 | Total Recall                                      | Lori                              |                |
| 2013 | The Trials of Cate McCall                         | Cate                              | Directo a VOD  |
| 2014 | Stonehearst Asylum                                | Eliza Graves                      | Directo a VOD  |
| 2015 | The Face of an Angel                              | Simone                            | Directo a VOD  |
| 2015 | Absolutamente todo                                | Catherine                         |                |
| 2015 | Amor y amistad                                    | Lady Susan Vernon                 |                |
| 2016 | La casa del pánico                                | Dana                              |                |
| 2016 | Underworld: Blood Wars                            | Selene                            |                |
| 2017 | Canción de Nueva York                             | Johanna                           |                |
| 2021 | Jolt                                              | Lindy                             | Amazon Studios |
| 2022 | Prisoner’s Daughter                               | Maxine                            |                |
| 2023 | Fool's Paradise                                   | TBA                               |                |

2024/ Black Canary/

#### Televisión
| Año  | Título                                            | Rol                    | Notas                         |
| ---- | ------------------------------------------------- | ---------------------- | ----------------------------- |
| 1991 | Dispositivos y Deseos                             | Joven Alice Mair (voz) | Miniserie; episodio 2         |
| 1991 | One Against the Wind                              | Barbe Lindell          |                               |
| 1992 | Rachel's Dream                                    | Rachel                 | Corto                         |
| 1993 | Anna Lee                                          | Thea Hahn              | Cine experimental: "Headcase" |
| 1996 | Emma                                              | Emma Woodhouse         | Película                      |
| 1998 | A través del espejo y lo que Alicia encontró allí | Alicia                 | Película                      |
| 2018 | La Viuda                                          | Georgia Wells          |                               |

#### Videojuegos
| Año  | Título                   | Voz          |
| ---- | ------------------------ | ------------ |
| 2014 | The Elder Scrolls Online | Reina Ayrenn |

### Teatro
| Año  | Título              | Rol  | Lugar                     |
| ---- | ------------------- | ---- | ------------------------- |
| 1995 | La gaviota          | Nina | Teatro Royal, Bath y Tour |
| 1996 | Sweetheart          | Toni | Royal Court Theatre       |
| 1996 | Clocks and Whistles | Anne | The Bush                  |

### Radio
| Año  | Título          | Rol       | Notas                              |
| ---- | --------------- | --------- | ---------------------------------- |
| 1997 | Emma            | Narradora | Para Hodder & Stoughton AudioBooks |
| 1997 | The Proposal    | Narradora | Para la BBC Radio 4                |
| 1997 | Romeo y Julieta | Julieta   | Para Naxos Records                 |